# Big Hit Music
Big Hit Music (Hangul: 빅히트 뮤직; anterior Big Hit Entertainment) este o companie de divertisment sud-coreeană fondată în 2005 de către Bang Si-hyuk. A fost redenumită Big Hit Music de către compania părinte, Hybe Corporation (anterior Big Hit Entertainment Co. Ltd.), în Martie 2021. În prezent, agenția se ocupă de management-ul solistului Lee Hyun și al trupelor de băieți BTS și TXT.

## Istorie

### 2005 – 2021: Big Hit Entertainment

Big Hit Entertainment logo între 2005 – 2021

Big Hit Entertainment a fost fondată pe 1 Februarie 2005 și a semnat trio-ul vocal 8Eight, în 2007.
În 2010, compania a semnat un contract de cooperare cu JYP Entertainment, pentru management-ul trupei de băieți 2AM. În acel an, Bang Si-hyuk l-a recrutat pe Kim Nam-joon ca și primul membru al BTS și a lansat audiții naționale pentru a îi alege ceilalți membri ai grupului—BTS și-a făcut debutul pe 13 Iunie 2013.
În 2012, compania a semnat-o pe cântăreața Lim Jeong-hee, iar împreună cu Source Music a format trupa de fete GLAM. Grupul a fost activ până în 2014, când a fost dizolvat datorită unui scandal cauzat de o membră, Kim Da-hee—Kim a fost condamnată la închisoare după ce a fost gasită vinovată de șantajarea actorului Lee Byung-hun.
După încheierea contractului dintre Big Hit și JYP, în Aprilie 2014, trei membri ai 2AM s-au întors la JYP, iar Lee Chang-min a rămas la Big Hit, pentru a-și continua cariera de solist și de membru al duo-ului Homme. În același an, 8Eight a fost desființat, după ce contractele lui Baek Chan și Joo Hee s-au terminat.
În Mai 2015, Lim Jeong-hee a părăsit agenția după expirarea contractului său de trei ani.
În Februarie 2018, Homme a fost desființat după ce contractul lui Changmin a ajuns la final. El a parăsit Big Hit pentru a-și începe propria agenție, în timp ce Lee Hyun a continuat ca solist. În Octombrie, membrii BTS și-au resemnat și prelungit contractele pentru încă șapte ani, iar în Mai 2019, Big Hit și-a lansat cel de-al doilea grup de băieți, Tomorrow X Together (TXT).

### 2021 – prezent: Big Hit Music
Pe 10 Martie 2021, mai multe site-uri de știri au raportat zvonuri conform cărora Big Hit Entertainment va fi redenumită Hybe Corporation. În aceeași zi, compania a anunțat planul de a-și schimba numele printr-o declarație de presă: "...consolând și inspirând oamenii din jurul lumii prin muzica și artiștii noștri, Big Hit Entertainment continuă să inoveze modul de afaceri al industriei muzicale. Big Hit dorește să devină cea mai bună companie de divertisment din lume".
Pe 19 Martie 2021, Big Hit Entertainment Co., Ltd. a anunțat rebrand-ul companiei, pentru a se potrivi cu noua imagine și a atinge noi orizonturi. Bang Si-hyuk, fondator și co-CEO, a spus ca numele Big Hit Entertainment nu cuprinde pe deplin adevăratul sens și scop al companiei, care a crescut de-a lungul timpului într-o firmă cu multiple ramuri, operând și oferind servicii în diferite afaceri și domenii. Big Hit Entertainment a început să opereze în zone care în mod tradițional nu sunt acoperite de agenții de divertisment, cum ar fi 360° business, IP și sectorul educațional.
În timpul prezentării, a fost anunțat că identitatea Big Hit nu va fi pierdută, deoarece o nouă diviziune va fi creată. În același eveniment, Big Hit Music a fost anunțat ca noul nume oficial al agenției. Aceasta va fi parte din Hybe Corporation și Hybe Labels, dar va lucra independent în domeniile producției muzicale, management-ului de artiști și comunicării cu fani.
Rebrand-ul a intrat în vigoare pe 31 Martie.

## Artiști

### Grupuri
- BTS
- Tomorrow X Together (TXT)

### Soliști
- Lee Hyun
- RM
- j-hope
- Agust D

### Actori
- Kim Tae-Hyung

### Producători
- "hitman" Bang
- Pdogg
- Slow Rabbit
- Adora
- Supreme Boi
- Docskim
- Hiss Noise
- Frants
- RM
- Suga
- j-hope

### Coregrafi
- Son Sung-deuk
- j-hope

## Foști artiști
- K.Will (2006 – 2007)
- 2AM (2010 – 2014, cu JYP Entertainment)
  - Jo Kwon (2010 – 2014)
- 8Eight (2007 – 2014, cu Source Music)
- GLAM (2012 – 2015, cu Source Music)
- Lim Jeong-hee (2012 – 2015)
- David Oh (2011 – 2016)
- Homme (2010 – 2018)
  - Changmin (2010 – 2018)